# Бенетутти
Бенетутти (итал. Benetutti) — коммуна в Италии, располагается в регионе Сардиния, подчиняется административному центру Сассари.
Население составляет 2181 человек, плотность населения составляет 23,07 чел./км². Занимает площадь 94,53 км². Почтовый индекс — 7010. Телефонный код — 079.
Покровительницей населённого пункта считается святая равноапостольная императрица Елена. Праздник ежегодно празднуется 18 августа.